# Casa ucraina
La Casa ucraina (in ucraino Український дім?, Ukraïns'kyj dim) è un edificio utilizzato come centro culturale, situato a Kiev.
Utilizzato per ospitare mostre d'arte, congressi, conferenze, concorsi internazionali e nazionali, festival, concerti di musica classica e moderna, si articola su cinque piani, avendo a disposizione una superficie totale di 17 550 m².
Precedentemente sul sito dell'edificio vi era edificato un teatro, costruito tra il 1802 e il 1805 dall'architetto Andrej Ivanovič Melenskij, che venne poi demolito nel 1851. L'odierno centro culturale venne costruito tra il 1978 e il 1982 da un gruppo di architetti guidato da Vadim Ivanovič Hopkalo e inaugurato il 26 maggio 1982. Dal 1982 fino al 2 aprile 1993 ospitò al suo interno un museo, per poi venire trasformato in un centro culturale.
Durante le proteste dell'Euromaidan, l'edificio venne occupato e utilizzato dai manifestanti come quartier generale.